# Lauharulla pretiosa
Lauharulla pretiosa är en spindelart som beskrevs av Eugen von Keyserling 1883. Lauharulla pretiosa ingår i släktet Lauharulla och familjen hoppspindlar. Inga underarter finns listade i Catalogue of Life.